# Sønder Nissum
Sønder Nissum er en landsby i det nordlige Vestjylland med 200 indbyggere i byområdet (2024). Sønder Nissum er beliggende nær Vesterhavet lidt syd for Nissum Fjord og 10 kilometer syd for Thorsminde. Fra byen er der 33 kilometer mod øst til Holstebro og 31 kilometer mod syd til Ringkøbing.
Byen ligger i Region Midtjylland og hører til Holstebro Kommune. Sønder Nissum er beliggende i Sønder Nissum Sogn.
I den vestlige ende af landsbyen findes Sønder Nissum Kirke.